# Coppa della Divisione
La Coppa della Divisione è una competizione calcettistica italiana organizzata dalla Divisione Calcio a 5. Istituita nel 2017 per sostituire la sfortunata Winter Cup, è l'equivalente di una coppa di lega a cui partecipano tutte le società iscritte ai campionati nazionali maschili (Serie A, Serie A2, Serie B).

## Formula
Al torneo sono qualificate d'ufficio tutte le squadre partecipanti ai campionati di Serie A, Serie A2 e Serie B distribuite in 8 gironi territoriali da 16 squadre ciascuno. Essendo l'intera competizione articolata in gare uniche a eliminazione diretta, la Divisione ha stilato preventivamente una graduatoria delle teste di serie: la società che risulterà avere il peggior posizionamento disputerà la gara in casa.

## Regolamento
Al termine degli incontri dei primi cinque turni, saranno dichiarate vincenti le squadre che al termine della gara avranno realizzato il maggior numero di reti. Qualora risultasse parità nelle reti segnate gli arbitri della gara faranno disputare due tempi supplementari di 5 minuti ciascuno. Qualora la parità perdurasse anche al termine dei tempi supplementari, si procederà all'effettuazione dei tiri di rigore. Nelle gare è fatto obbligo alle società di impiegare almeno 5 calciatori formati in Italia. Le quattro vincitrici dei quarti di finali sono qualificate alla fase finale, disputata in sede unica. Con l'introduzione del terzo girone di Serie A2, nella stagione 2018-19 è stato introdotto un turno preliminare per allineare la manifestazione a 128 squadre.

## Storia
L'edizione 2019-20 della competizione è stata interrotta ai quarti di finale a causa della pandemia di COVID-19, mentre le successive due edizioni non sono state disputate.
Torna il programma per la stagione 2022-2023.
Nella stagione 2023-2024 sarà riservata alle formazioni Under-23.

## Albo d'oro
| Stagione  | Sede                                          | Vincitore                                     | Finalista                                     |
| --------- | --------------------------------------------- | --------------------------------------------- | --------------------------------------------- |
| 2017-2018 | Reggio Emilia                                 | Kaos                                          | Luparense                                     |
| 2018-2019 | Pesaro                                        | Real Rieti                                    | Italservice                                   |
| 2019-2020 | Interrotta a causa della pandemia di Covid-19 | Interrotta a causa della pandemia di Covid-19 | Interrotta a causa della pandemia di Covid-19 |
| 2020-2022 | non disputata                                 | non disputata                                 | non disputata                                 |
| 2022-2023 | Salsomaggiore Terme                           | L84                                           | Real San Giuseppe                             |
| 2023-2024 | Riccione                                      | Lecco                                         | Cioli AV                                      |

## Vittorie per squadra
| Titoli | Squadra    | Edizione |
| ------ | ---------- | -------- |
| 1      | Kaos       | 2018     |
| 1      | Real Rieti | 2019     |
| 1      | L84        | 2023     |
| 1      | Lecco      | 2024     |